# Тацит (император)
Марк Кла́вдий Та́цит (лат. Marcus Claudius Tacitus), более известный в римской историографии как Тацит, — римский император в 275—276 годах.
Происходивший из умбрийского сенаторского рода, Тацит был до своего восхождения на престол ординарным консулом. После непродолжительного междуцарствия, сложившегося в результате убийства Аврелиана, он избирается императором. В малоазиатских провинциях Тацит одержал победу над готами, которые захватили и разграбили большие территории от Чёрного моря вплоть до Киликии. Через шесть месяцев после вступления на престол Тацит скончался в Тиане в Каппадокии.
Тацит носил следующий победный титул: «Готский Величайший» с 276 года.

## Биография

### Жизнь до прихода к власти
Сведения о жизни Тацита до восхождения на престол весьма туманны и немногочисленны. Из сообщений византийского историка Иоанна Зонары и «Истории Августов», согласно которым на тот момент, когда Тацит был провозглашён императором, он был уже семидесятипятилетним (или семидесятишестилетним) стариком, делается вывод, что он родился около 200 года. Но вполне вероятно и то, что рассказы античных историков основаны только лишь на желании показать почтенного сенатора, и поэтому, предположительно, Тацит был значительно более молодым. В «Истории Августов» говорится, что Тацит родился в сентябре и во время своего правления приказал переименовать этот месяц в тацит.
Его родиной считается умбрийский город Интерамна, который располагался в шестидесяти километрах к северу от Рима. Однако существует мнение, что Тацит был, как и большинство других императоров того времени, уроженцем придунайских провинций. Он претендовал на родство со знаменитым историком I века Публием Корнелием Тацитом, но это утверждение признано современными историками безосновательным и ложным. Известно, что Тациту принадлежали земли у Интерамны, а также в африканских провинциях Нумидия и Мавретания. Будущий император был довольно-таки богатым человеком: Флавий Вописк оценивает стоимость его имущества в 280 миллионов сестерциев. Впрочем, это число порой ставится под сомнение. У Марка Клавдия Тацита было несколько детей, чьи имена неизвестны, а также брат Флориан (родство с ним, впрочем, оспаривается).
О карьере Тацита известно немногое. Достоверно известно только о том, что в 273 году он занимал должность ординарного консула вместе с полководцем Юлием Плацидианом. Однако историк Аларик Уотсон предполагает, что консулом был не Тацит, а другой человек, носивший такое же имя (предположительно, Авл Цецина Тацит), ссылаясь на то, что вряд ли человека в таком почтительном возрасте назначили бы на это место. Считается, что до консульства Тацит в ходе своей долгой жизни находился на различных гражданских постах. О том, делал ли Тацит какую-нибудь военную карьеру, нет никаких сведений. Есть предположение, что он служил в дунайских легионах и на момент становления императором уже находился в отставке. Тем не менее все доказательства сторонников этой гипотезы сводятся к тому, что никто из античных писателей не указывает на гражданское положение Тацита. Однако только лишь этого недостаточно для утверждения о военной карьере будущего императора. К сентябрю-ноябрю 275 года (когда Тацит был провозглашён императором) он был принцепсом сената.

### Внешность и личные качества

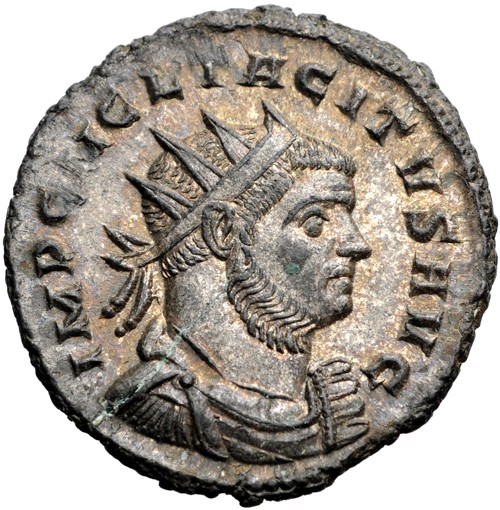
Антониниан с портретом Тацита

Вот как сборник императорских биографий «История Августов» описывает привычки и личные качества Тацита:
«Сам он был в жизни очень бережливым, так что в течение дня никогда не выпивал секстария вина, а часто выпивал меньше полу секстария. <…> Он был большим любителем разнообразных искусных изделий из стекла <…> Он был величайшим знатоком произведений искусства, питал страсть к вещам из мрамора. Вид у него был щегольской, как у подлинного сенатора <…> Своей жене он не позволял носить на себе драгоценные камни. Он же запретил носить одежды с золотой полосой <…> Будучи стариком, он удивительно легко читал даже самый мелкий почерк и за исключением дня после календ не пропускал ни одной ночи, чтобы чего-либо не писать или не читать».
Историк IV века Аврелий Виктор характеризует Марка Клавдия Тацита как «человека мягкого характера». Евтропий также рассказывает, что император обладал выдающимися способностями и был достойным трона. Сохранившиеся портреты Тацита особо не отличаются от изображений других императоров того времени. Внешний вид принцепса и стиль, в котором выполнены портреты, целиком соответствуют тогдашней моде.

### Восхождение на престол
В 275 году во время подготовки нового похода на государство Сасанидов в результате заговора среди ближайшего окружения был убит император Аврелиан. За пять с половиной лет своего правления он сформировал мощную систему личной власти, в которой, кроме самого правителя, почти никому не оставалось места. В результате его гибели образовался политический вакуум. Командный состав и войско находились в состоянии растерянности. Заговорщики же не имели кандидата на трон, поскольку теперь они только лишь стремились спасти свои жизни. Единственным государственным органом, в руках которого оставалась какая-нибудь власть, являлся римский сенат. И тогда, по сообщению Аврелия Виктора, армия отправила в столицу своих посланников с прошением, чтобы сенаторы выбрали нового государя по своему усмотрению. По всей видимости, это просьба принадлежала легионерам, выражавшим её через своих командиров.
Затем произошло следующее: сенат возвращал право на избрание императора солдатам, а те, в свою очередь, передавали его обратно, и так произошло три раза. Сенаторы никак не могли решиться избирать императора из-за страха перед армией. Тогда наступила эпоха междуцарствия, когда, как рассказывает «История Августов», Римское государство находилось под совместным управлением воинов, сената и народа Рима. Историк И. П. Сергеев делал предположение, что в это время была временная реставрация республиканского строя. Исходя из сообщения Иоанна Зонары, можно сделать вывод о том, что в избрании Тацита императором определённую роль сыграл и римский народ, хотя говорить о его самостоятельности нельзя, но, вполне вероятно, он использовался теми или иными политическими партиями.

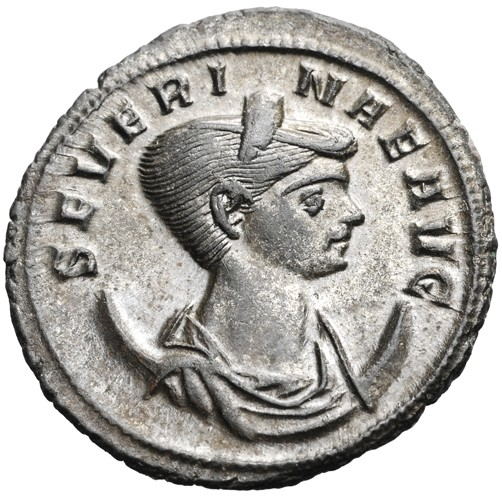
Портрет на монете Ульпии Северины, жены Аврелиана.

Судя по нумизматическим данным, в период междуцарствия супруга Аврелиана Ульпия Северина, опираясь на огромный авторитет своего мужа, играла значительную роль в управлении государством и, возможно, повлияла на выбор императором Тацита. По данным латинских трудов, междуцарствие длилось в течение пяти-семи месяцев. Однако хронологические расчёты показывают, что оно тянулось не более полутора месяцев. Некоторые историки высказывают мнение, что междуцарствия не существовало, но оно было опровергнуто.
«История Августов» пишет, что как только до Тацита дошли слухи о том, что его провозгласят императором, он отправился в своё кампанское поместье, где и прожил вплоть до заседания сената, на котором его объявили правителем. В поместье Тацит якобы прожил целых два месяца, что по расчётам невозможно. И слухи, и ловкий ход с отбытием в Кампанию могут указывать на борьбу различных фракций в армии и сенате. Поэтому вполне возможно, что кандидатура Тацита была компромиссной для этих группировок, а время его правления давало возможность для нахождения более подходящего для титула императора человека.
Интересен рассказ автора биографии Тацита Флавия Вописка Сиракузянина об избрании его императором. Выступает консул Велий Корнифиций Гордиан и повествует о тяжёлом положении в провинциях и требовании войска избрать императора. Это как бы предполагает кандидатуру человека, имеющего хорошую репутацию среди воинов и способного ими командовать. Но единогласно сенаторы выдвигают Тацита, который, судя по его речи, с трудом исполняет свои полномочия, привык «к спальне и к тени» и не уверен, что солдаты одобрят его избрание. На это сенаторы ответили возгласами «Мы выбираем твой дух, а не тело!» и «Мы делаем тебя императором, а не воином!». Если отталкиваться от того, что приведённый рассказ описывает достоверное событие, то делается следующий вывод: всё это является ни чем иным, как спектаклем, где напускной отказ прибавит авторитет кандидату. Описание тех событий Флавием Вописком и Аврелием Виктором ясно указывает на самостоятельность сената в своём выборе.
Иоанн Зонара по-иному излагает этот эпизод. Историк рассказывает, что сначала армия провозгласила Тацита императором, после чего он приезжает в Рим, где становится государем после заключения сената и народа. Из этого видно, что приход Тацита к власти происходил в две ступени. Сенат и народ вынесли решение лишь после того, как это сделали солдаты. Тем не менее, остаётся неясным, почему воины сделали императором именно Тацита. Возможно, тут сыграла свою определённую роль и Ульпия Северина. Кроме того, Флавий Вописк Сиракузянин рассказывает, что, когда Тациту предложили императорский трон, он будто сказал, что лучше, если бы правителем стал не он, а Проб. Вполне вероятно, что в сенате существовала некая группировка, которая видела государем Проба. На это также указывает лояльность сенаторов по отношению к нему, когда после смерти Тацита он провозгласил себя императором. Известно о клятве Тацита, в которой говорилось, что при приближении смерти он назначит императором не кого-то из своих детей, а самого достойного этого титула.

### Правление и смерть

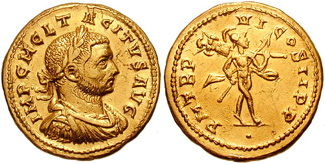
Ауреус с портретом Тацита

Хотя Тацита и считают сенатским императором, это утверждение необходимо несколько откорректировать. Конечно же, сенат надеялся на возвращение времён правления императора Октавиана Августа. Тацит же пытался сделать видимость этого возвращения. На его монетах были отчеканены надписи «restitutor rei publicae» (рус. реставратор государства) и «auctor verae libertatis» (рус. создатель истинной свободы). Император притязал на восстановление настоящей свободы, которая была скорее связана со свободной активностью сената, чем с деятельностью правителя.
После восхождения на престол Тацит первым делом приказал схватить и казнить всех людей, принимавших непосредственное участие в убийстве Аврелиана. Император самолично убил предводителя заговора Мукапора. Причём, судя по всему, для него имели значение не личные качества или мотивы преступников, а сам факт умерщвления находившегося у власти принцепса. Затем он добился у сената обожествления Аврелиана, хотя сенаторы недолюбливали императора, но скрывали своё отношение к нему. Причисление предшественника к богам было одним из главных средств легитимизации власти его преемником, если не было официального наследника. Вполне вероятно, что и кара заговорщиков, и обожествление Аврелиана были требованиями соглашения Тацита с войском.
По словам «Истории Августов», назвав историка Публия Корнелия Тацита своим предком, принцепс издал распоряжение, чтобы в каждой публичной библиотеке был экземпляр его сочинений, и приказал ежегодно снимать с них за государственный счёт десять копий. Современные исследователи считают родство двух Тацитов вымыслом автора «Истории»; ещё Эдвард Гиббон отметил различие номенов историка (Корнелий) и императора (Клавдий). В этом же источнике содержится рассказ о деяниях Тацита, призванных подчеркнуть скромность и добродетель идеального правителя: император якобы отдал государству всё своё имущество, а деньги — на оплату жалованья легионерам, мужчинам он запретил носить одежду из чистого шёлка, свой дом приказал сломать и построить на его месте общественные термы, а рабов отпустил на свободу.
Тацит занимал должность консула, по крайней мере, дважды, сначала в 273 году, а затем в 276 году с Эмилианом. Существуют нумизматические свидетельства и третьего консульства, но нет никаких записей о нём в фастах (списках консулов). Может быть, в 275 году Тацит был консулом-суффектом. Известно, что, когда Тацит попросил консульства для своего родственника Флориана (несомненно, речь идёт о посте консула-суффекта, так как на 276 год консулами были назначены сам император и Эмилиан), сенат отказал ему, ссылаясь на то, что список будущих консулов уже закрыт. И, как кажется, сенаторы истолковали эту просьбу как стремление принцепса закрепить власть за своим родом. По сообщению «Истории Августов», когда Тацит узнал о решении сенаторов, он обрадовался их независимости и сказал: «Сенат знает, кого он сделал государем». Тогда он назначил Флориана на должность префекта претория. Для этого императору не было нужно согласование с сенатом. С 235 года префект претория являлся первым лицом в государстве после императора. Так что Тацит, не сумев продвинуть Флориана в консулы, взял у сената реванш, сделав своего родственника фактически заместителем. Такое действие государя можно считать вызовом сенату и намёком на недопустимость деятельности сенаторов в сфере полномочий принцепса. Другого своего родственника по имени Максимин император назначил наместником Сирии. Эта провинция постоянно находилась под угрозой нападения Сасанидской державы, в связи с чем наместничество имело большую значимость для империи. Кроме того, на пост главнокомандующего всеми восточными войсками Тацит поставил Проба. Назначение Проба, очевидно, было попыткой принцепса уравновесить его фигурой Максимина. Таким образом, Тацит, выдвигая на различные должности своих родственников, продолжал традицию предшественников.
Одним из главных вопросов правления Тацита является его отношение к эдикту Галлиена, который запрещал сенаторам занимать руководящие посты в армии и иметь вообще с ней какие-либо дела. Известно, что Галлиен во избежание восстаний и узурпаций заменил всех сенаторов в армии на всадников. Некоторые места в «Истории Августов» утверждают, что эти указы были приостановлены на время правления Тацита. Однако современные историки считают эти сведения неверными и утверждают, что Тацит являлся продолжателем политики Галлиена. Таким образом, убедительных доказательств о даже временной приостановке действия эдикта нет.

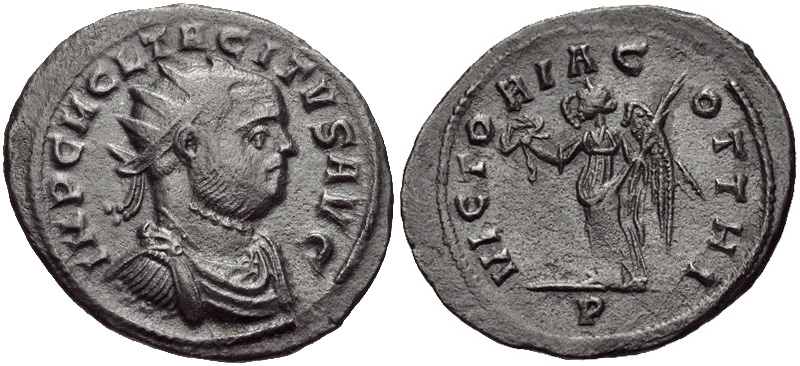
Антониниан с портретом Тацита и надписью на реверсе «VICTORIA GOTHICA»

Затем Тацит обратил своё внимание на оборону империи. В это время германские племена начали один из самых опасных для римлян походов: франки переправились через Рейн, несколько южнее алеманны вместе с лонгионами прошли сквозь долину Неккара и также напали на галльские провинции. Несмотря на то, что под их напором пало большое количество незащищённых поселений, Тацит решил, что сначала нужно разобраться с острым кризисом в восточных провинциях, и выступил в этом направлении. Там варвары, проживавшие в районе Меотидского озера, пересекли его (по всей видимости, и Чёрное море) и вторглись в Малую Азию. Византийский историк Зосим в своей «Новой истории» называет их обобщённо скифами. Однако, очевидно, он подразумевал крупный союз причерноморских и приазовских племён, в состав которого входили готы, сарматы или аланы, а также герулы. Причина, по которой эта коалиция атаковала Римское государство, предположительно, является следующей. Ещё Аврелиан заручился поддержкой нескольких варварских племён для проектируемого вторжения в государство Сасанидов. Но убийство Аврелиана расстроило эти планы. Чувствуя себя обманутыми и лишившимися возможности грабежа, эти народы нападали на римские провинции в Малой Азии, заполонив Понт, Галатию, Каппадокию и Киликию, которым принесли ужасные разрушения.
Положение было столь серьёзным, что принцепс не только лично возглавил армию, но и создал ещё одну армию, начальником которой он поставил Флориана (вполне возможно, что Флориан получил эту должность из-за того, что Тацит не доверял другим полководцам). В результате римляне разгромили агрессора, а Тацит принял победный титул «Готский Величайший» и выпустил серию монет с надписями «VICTORIA GOTHICA» (рус. Готская победа), прославлявшими это достижение. Оставив для окончательного разгрома остатков противника корпус Флориана, император со своим войском отправился в Европу.
Тациту не пришлось долго радоваться победе: на пути в Европу он скончался. Существует несколько версий его смерти. Согласно рассказу Зосима и Зонары, назначение Максимина сирийским наместником сыграло роковую роль для принцепса. Он творил в свой провинции беззаконие и тем самым вызвал к себе ненависть, зависть и страх. В итоге всё вылилось в заговор и убийство Максимина. Среди заговорщиков были и некоторые убийцы Аврелиана, предположительно занимавшие командные должности в армии. После этого, испугавшись кары со стороны императора, они расправились и над ним. Евтропий и Аврелий Виктор не упоминают о насильственном характере смерти Тацита, а просто констатируют факт его смерти, при этом «Извлечения о жизни и нравах римских императоров» уточняют, что император умер от лихорадки. Флавий Вописк Сиракузянин в своём повествовании приводит оба варианта: из-за вероломства воинов или от болезни. Продолжая рассказ, он говорит, что Тацит, «подавленный интригами, не нашёл в себе силы ума и духа, чтобы бороться с ними». Это свидетельствует о том, что имели место некие злые козни, жертвой которых стал Тацит. Отсюда следует, что император скончался не от недуга, косвенным доказательством чему может послужить следующее. Тацит поклялся сенату, что назначит наследником не кого-то из своих родственников, а наиболее достойного. Однако перед смертью он этого не сделал, значит, он не думал о смерти, что противоречит версии о болезни. Историки в целом согласны с тем, что Тацит погиб от рук солдат. Смерть Тацита произошла, очевидно, в июне — июле 276 года, поскольку последние папирусы, упоминающие его, датированы 23 июня. Место смерти его также точно неизвестно: Аврелий Виктор говорит, что принцепс умер в Тиане в Каппадокии, а Псевдо-Аврелий Виктор — в Тарсе.

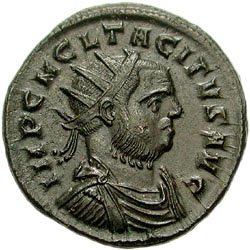
Антониниан с портретом Тацита

На монетах, относящихся к недолговременному правлению Тацита, в самых разнообразных формах присутствует обычный оптимистический патриотизм. На одной из монет принцепс сравнивается с самой Храбростью (лат. VIRTVS). Продолжая традицию Аврелиана, Непобедимое Солнце и в правление Тацита изображается на монетах как покровитель римских войск. На них присутствует такой рисунок: бог поднял руку, благословляя богиню Божественное Провидение (лат. PROVIDENTIA DEORum), которая держит два знамени. Однако в основном были представлены древние божественные защитники Рима, и в первую очередь богиня Рома. Также на некоторых изображениях император олицетворяет собой «Милосердие Эпохи» (лат. CLEMENTIA TEMPorum), где он отображён принимающим земной шар у Юпитера; на другой монете тот же самый текст сопровождает изображение Марса, где он присутствует не только с копьём и щитом, но и также с оливковой ветвью мира. В отличие от своего предшественника Аврелиана и преемника Проба, Тацит не принял титул «господин и бог». На некоторых из его монет появляется надпись «SC» (senatus consulto), которая отображает право сената чеканить монету и которая практически исчезла на деньгах императоров того времени. Тацит также назван «Гением сената» (лат. Genius Senatus): эта надпись пропала при Валериане.

## Итоги правления
Вскоре после смерти Тацита его родственник Флориан при поддержке армии провозгласил себя императором. Однако правил он весьма короткий срок, после был свергнут Пробом и убит собственными солдатами. Избрание и правление Тацита, на первый взгляд, представляется не соответствующим действительности эпизодом «военной анархии» и как бы выходит за рамки политического развития Римского государства в III веке. Тем не менее, при ближайшем рассмотрении выясняется, что направление изменения римского государственного строя остаётся прежним. Несмотря на то, что значение сената несколько увеличилось, в целом Тацит продолжил политику своих предшественников. Даже при наличии полной преданности легионов, сенат так и не смог вернуть себе былое могущество. Таким образом, как политический режим принципат практически полностью отжил свой век.